# 天顺 (萧惟堂)
天顺（1661年）为清朝初期福建反清领袖萧惟堂的年号，前后共1年。

## 公元纪年对照
| 天顺 | 元年   |
| ---- | ------ |
| 公元 | 1661年 |
| 干支 | 辛丑   |

## 同期存在的其他政权年号
- 中國
  - 顺治（1644年－1661年）：清朝—清世祖福临之年号
  - 永曆（1647年－1683年）：南明—明昭宗朱由榔之年号
  - 定武（1646年－1664年）：南明—韩王朱本铉（朱亶塉）之年号
- 越南
  - 永壽（1658年－1662年）：后黎朝—黎神宗黎维祺之年号
  - 順德（1638年－1677年）：莫朝—莫敬完之年号
- 日本
  - 萬治（1658年－1661年）：後西天皇之年号
  - 寬文（1661年－1673年）：后西天皇、靈元天皇之年号

## 參看
- 中國年號索引
- 其他时期使用的天顺年号